# 私影少女被殺案
私影少女被殺案是指2014年12月8日在香港發生的一宗命案，一名從事私人攝影活動（簡稱「私影」）模特兒的15歲少女郭惠明，被發現遭人棄屍於旺角砵蘭街垃圾站內，警方根據證人提供的線索及附近店舖的閉路電視紀錄，拘捕案中被告劉璋輝並控以謀殺罪（案件編號︰HCCC 367/2015），由於案情嚴重，因而受到香港社會關注及媒體廣泛報導。案件於2017年12月27日開審，在2018年3月審結，陪審團一致裁定被告劉璋輝謀殺罪名成立，法官依例判處被告終身監禁，同時建議社交媒體增加警告標示，以保護年輕使用者。

## 揭發案件
2014年12月10日早上，案中被告劉璋輝到旺角砵蘭街垃圾站借用手推車，約十分鐘後載着一個紅白藍膠袋折返垃圾站，由於該袋太重，需由清潔女工娟姐協助將袋扔進大型垃圾箱，引起娟姐的好奇心，待被告離開後隨即打開膠袋查看，發現案中受害人郭惠明的屍體，於是通知上司報警，警方搜集證人提供的線索及翻查附近店舖的閉路電視紀錄，鎖定涉案人劉璋輝的身份及行蹤，於同日下午在其寓所門外守候，待他回家時將他拘捕並控以謀殺罪。

## 審訊
案件於2017年12月27日在香港特別行政區高等法院開審，被告劉璋輝在陪審團席前答辯時，表示不承認謀殺罪，但願意承認誤殺罪，惟不被控方接納。

### 宣讀案情
控方代表於法庭上讀出控辯雙方同意案情，指受害人於發時的年齡為15歲零9個月，自中四輟學後從事兼職侍應，沒有固定男友，曾經向朋友透露自己當私影模特兒。根據受害人的手機紀錄，被告於2014年12月3日以港幣500元2小時的酬勞邀請受害人擔任私影模特兒，二人於案發當日首次會面，被告帶受害人到他位於甘芳街的寓所內，要求受害人換上指定服飾讓他拍照，但遭受害人拒絕，期間被告突然用裝有蕃茄汁的玻璃瓶不斷擊打受害人的頭部，受害人在反抗時遭被告以膠紙綁着雙手，再以尼龍索帶纏繞頸部及足踝，並用膠紙包裹頭部及臉部。當受害人沒有反應時，被告向她灌以中式餐酒，並脫去她的衣服進行暴力性侵犯，受害人當時可能因被紮着頸部及喉嚨，口鼻也遭蓋着，因而窒息死亡。被告發現受害人沒呼吸及心跳後，將她塞進行李篋內並鎖上，並將篋拖離案發單位，曾經洽租劏房，但因租金不合而告吹，轉而到豪畔酒店租用房間暫住一夜。翌日早上拉着載有受害人屍體的尼龍袋離開酒店，到砵蘭街垃圾站向清潔女工借用手推車，女工還協助被告將尼龍袋扔進大型垃圾箱，並在被告離開後打開尼龍袋查看，發現了受害人的屍體，警方根據女工的描述及到附近多間酒店調查，鎖定被告身份並將他拘捕。

### 證人作供
控方傳召負責拘捕被告的警長陳定國作供，以及播放被告與警方的錄影會面紀錄，被告向警方表示他當時將受害人當作成曾經欺負他的同事，因此以裝有蕃茄汁的玻璃瓶擊打受害人的頭部，並以膠紙及索帶捆綁受害人，然後以向受害人的肛門灌酒，並以瓶蓋塞肛門，後來把沒有反應的受害人塞進行李篋帶到豪畔酒店406號房，因「鹹濕」（好色）及「唔好嘥」（不要浪費）而兩度姦屍。法醫傅家聰出庭作供時表示，他在垃圾站檢驗受害人的屍體時，受害人下身赤裸，雙手放在頭部前面，頭部與雙手被多層膠紙綑在一起，腳踝被膠索帶捆綁着，頸部亦被膠索帶纏繞，肛門有血，傷勢與被告所描述的案發經過脗合。

### 證物呈堂
2018年1月3日，法庭向陪審團呈上超過一百件的案中證物，在砵蘭街垃圾站檢獲的證物包括：用來裝載受害人屍體的兩個紅白藍膠袋、包裹屍體的黑色垃圾袋、綁在受害者頸上及身上的索帶及受害人上身所穿的衣物等；在被告位於甘芳街2號2樓的寓所內檢獲的證物包括：用來擊打受害人頭部的蕃茄汁玻璃瓶、沒有瓶蓋的消毒藥水瓶、在冰箱裡發現的受害者手機、被指用來裝載受害人的螢光綠色行李篋等；其他證物包括：在酒店房及門外發現的膠紙圈、少撮頭髮及手推車等。此外，控方還呈上警方在涉案地點拍攝的照片及相關草圖、載有被告與警方進行的錄影會面及重組案情的光碟、載有搜集到的閉路電視紀錄片段的光碟、法醫驗屍時替受害人拍下的照片、被告檢驗傷勢後的照片、被告與受害人在微信的手機對話紀錄等。

### 辯方提出爭議
2018年1月5日，法官表示辯方代表指被告當時的精神狀況不適宜繼續審訊，並傳召精神科醫生陳嘉璐及陳國棟出庭作供，陳嘉璐醫生表示被告的精神狀況轉差，出現幻聽及幻覺，認為被告無法理解審訊內容，未能分辨到幻覺與現實，因此不適宜答辯；陳國棟醫生認為被告自2017年10月開始精神狀況轉差，表示被告聲稱曾經與神對話及與耶穌一起打聖戰，而被告更喝尿及吃糞便，陳醫生認為被告的錯覺及扭曲思想會影響判斷能力，因此不適宜答辯。控方代表則傳召被告在小欖精神病院收押時的主診醫生陳炤佑以專家證人身份作供，陳炤佑醫生表示與被告會面共57次，指被告雖然曾經出現急性精神病，但經藥物治療後情況已有改善，認為被告不會因精神病影響而令他不能理解審訊過程，並表示病人有時候會為了自己的利益而誇大病情。法官根據《刑事訴訟條例》第75條，要求陪審團裁定被告是否不適宜答辯及無能力繼續進行審訊，2018年1月11日，由5男1女組成的陪審團在退庭商議6小時後，以5對1大比數裁定被告適宜答辯，法庭需重新抽選另一批陪審員繼續就案件展開聆訊，以裁定被告是否謀殺罪成。

### 被告自辯
被告劉璋輝於2018年3月5日出庭作供，強調自己是因為精神失常而犯案，表示在寓所內襲擊受害人時，出現魔鬼的聲音指「血祭」，他覺得受害人和自己同樣很無辜，並透露自己的兄長和母親是精神病患者。

## 判決
2018年3月13日，由5男2女組成的陪審團一致裁定被告劉璋輝謀殺罪名成立，法官表示此案的殺人情節恐怖及冷酷，被告的行為極度醜惡，必須依例判處終身監禁，同時希望控方代表聯絡微信營運商，了解是否有防範措施，提示年輕使用者，以及研究社交媒體在偵查刑事案件的角色及責任。

## 改編作品

### 小說
以此案改編為懸疑推理小說《幀破：慾望攝獵》 （页面存档备份，存于），作者為香港作家夜透紫 （页面存档备份，存于），2022年9月出版/凌宇出版 （页面存档备份，存于）

### 電視劇
2025年無綫電視懸疑劇集 《奪命提示》角色丁逸勝（葉泓聲飾），影射劉璋輝。